# 화원초등학교 (경기)
화원초등학교는 대한민국 경기도 화성시에 있는 공립 초등학교이다.

## 학교 연혁
- 2014년 12월 31일 교명 확정(빛날 華, 동산 園)
- 2015년 1월 28일 준공(대지 12,005m2, 운동장 3,046m2, 교사 12,533m2)
- 2015년 1월 29일 7학급(병설유치원 3학급) 설립인가
- 2015년 3월 1일 13학급(병설유치원 3학급)인가
- 2015년 3월 1일 초대 김문섭 교장 취임
- 2015년 3월 19일 제1회 학부모총회 및 학교교육설명회
- 2015년 4월 8일 제1회 학교운영위원회 개최
- 2015년 4월 9일 학교규칙 및 학생생활인권규정 공포
- 2015년 5월 1일 개교식 및 기념체육대회(개교기념일)
- 2015년 5월 1일 교훈석 제막식
- 2015년 5월 14일 신규교사 취임식
- 2015년 7월 14일 14학급 인가
- 2015년 9월 1일 16학급 인가
- 2015년 11월 2일 17학급 인가
- 2016년 2월 17일 제1회 졸업식(졸업생 47명)
- 2016년 3월 2일 입학식 및 시업식(23학급)
- 2016년 3월 14일 4학년 1학급 증설(24학급)